# Harbin–Talien nagysebességű vasútvonal

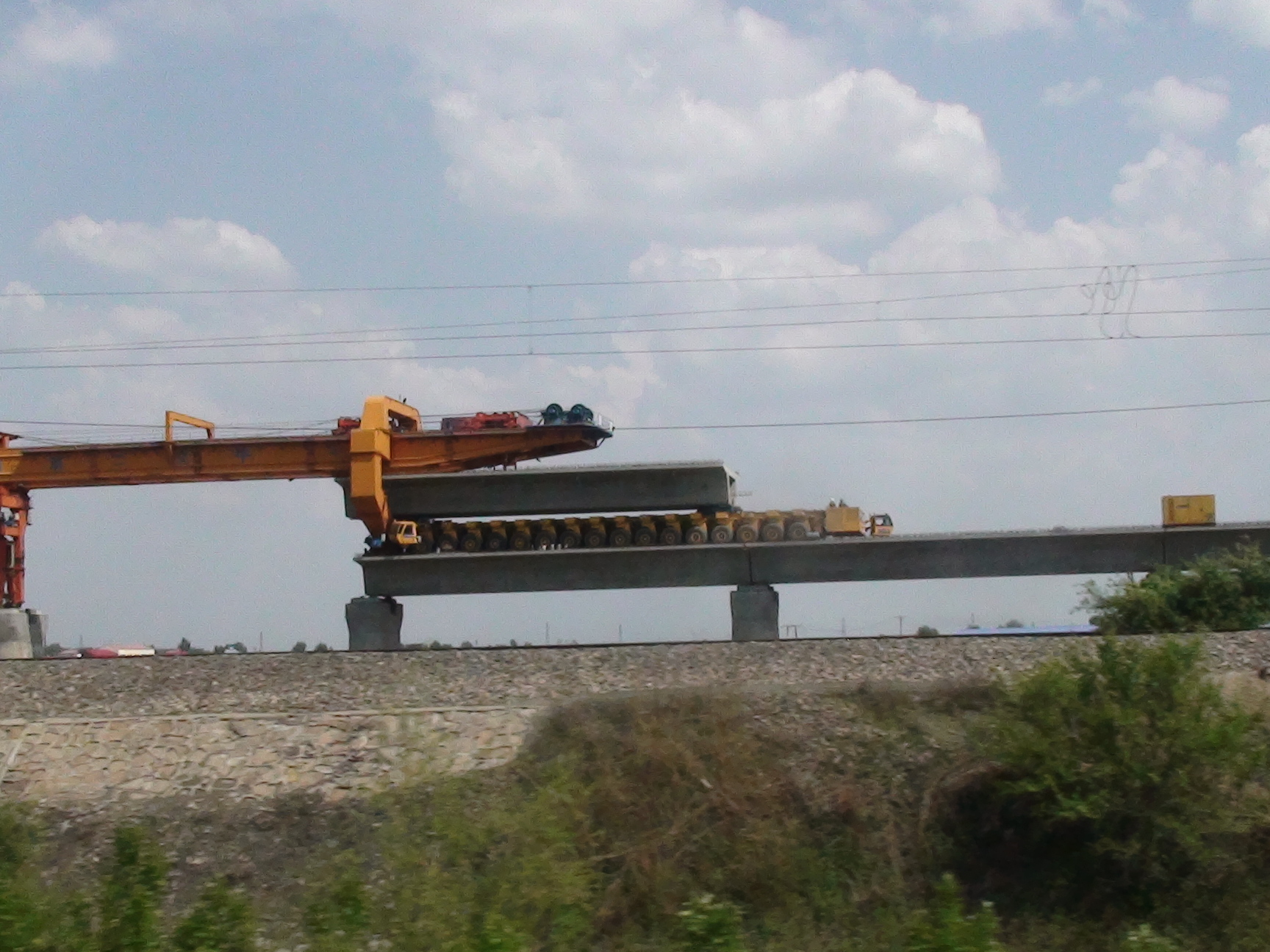
A vasútvonal építése 2010-ben

A Hada nagysebességű vasútvonal egy kétvágányú, 25 kV 50 Hz-cel villamosított nagysebességű vasútvonal Kínában, mely összekapcsolja Harbin (Hejlungcsiang tartomány) és Talien (pinjin átírással Dalian, Liaoning tartomány) városokat. Teljes hossza 904 km, a megengedett legnagyobb sebesség 350 km/h.
Az építkezés 2007. augusztus 23-án kezdődött, átadása 2012. július 15-ére tervezték, de csak az év végére, december 1-re nyílt meg. A projekt költsége 92,3 milliárd jüan. A vonal része a Peking–Harbin nagysebességű vasútvonalnak.
Érdekesség, hogy a vonal permafroszt talajra épült, így a biztonság érdekében csak nyáron fognak a vonatok 350 km/h sebességgel haladni, télen „csak” 250 km/h lesz a maximális sebesség. Ebben az időszakban a jegyárak is olcsóbbak lesznek majd. A vonalon az első tesztek 2012. november 8-án zajlottak.